# Museu Bishop de la Ciència i la Natura
El Museu Bishop de la Ciència i la Natura (anteriorment conegut com a Museu del Sud de Florida) és un museu d'història natural i cultural situat a Bradenton (Estats Units) i especialitzat en la història de la costa de Florida al golf de Mèxic. Conserva objectes relacionats amb la història de Florida des de la prehistòria fins a l'actualitat. Presenta exposicions temporals a la Galeria Est i altres galeries més petites de la planta baixa i la primera planta. El museu també conté un planetari i l'Hàbitat Parker per a la Rehabilitació dels Manatís, on visqué fins a la seva mort el 2017 Snooty, el manatí captiu més longeu del món. L'Hàbitat Parker per a la Rehabilitació dels Manatís és membre fundador del Partenariat per al Rescat i la Rehabilitació de Manatís i n'ha rehabilitat 36 des del 1998. El planetari obrí les portes a mitjans de la dècada del 1960, però des d'aleshores ha estat remodelat de dalt a baix i l'octubre del 2013 fou equipat amb importants millores tècniques.